# 副田信隆
副田 信隆（そえだのぶたか、別名：Ryugen、NOBUTAKA SOEDA、1980年9月16日 - ）は、日本の作詞家、作曲家、編曲家、トラックメイカー、音楽プロデューサー、ラジオパーソナリティとしても活動。福岡県古賀市出身。全国から今が旬の若手クリエイターを集め楽曲制作しているチーム、クリエイタークルー"FJ"（エフジェイ）のリーダー。

## 来歴
映画主題歌・劇伴、テレビ・ラジオのCM音楽など、歌もの、器楽曲問わず多岐に渡るジャンルの音楽を幅広く手がけている。歌ものに関してはメジャー・インディーズ問わず様々なアーティストに楽曲プロデュース（時折自らアーティストのレコーディングのディレクションに参加する事もある）。
自身の番組以外でのメディアへの露出はほとんどない。大のメディア嫌いからか、楽曲提供した曲がオリコンランキング1位を獲った際にラジオ、テレビ局からのオファーを受けるが全て断っている。理由としては極度の口下手である事を公言している。しかし、リットーミュージックが日本で発行する音響技術・録音技術の専門誌『サウンド&レコーディング・マガジン』 には喜んで取材に応じたという。
寺島情報企画が編集・発行・出版していた月刊の音楽雑誌DTM magazineにて、福岡のトップクリエイターとして取り上げられた。
2022年4月3日、レギュラーラジオ番組 『Tomorrow is a good day』がFMからつより放送・配信開始。
2023年1月にリリースされた楽曲が、同年10月にドバイで開催された「アラブ国際音楽祭」でアルジェリア出身の人気女性ヒップホップアーティストのアルバム「Résilience」がノミネートされ、見事受賞を果たした。この快挙は海外メディアにも広く取り上げられ、アメリカの情報誌「Art Houses 2023 Winter」でも特集が組まれるなど、国際的な評価を得た。
2024年12月3日、NOBUTAKA SOEDA名義でリリースされたEP「Christmas Magic Orchestra」は、世界を舞台にマルチに活躍するプロデューサーToshiyo Amy Ogami氏を迎えて制作された。同作は、リリース後にインストゥルメンタルアルバムウィークリーチャート1位を獲得。これがきっかけで、アメリカの出版社「M and T Media House」の編集長の目に留まり、フランスの日本文化を紹介するマガジン「danran」の表紙を飾り、特集が組まれることとなった。
2025年1月1日より、グローバルネットワーク企業「DIAMOND SELECT CLUB WORLDWIDE (DSC, WW.)」への移籍を発表。新たな拠点での活動を開始し、さらなる国際的な活躍が期待されている。

## 出演

### ラジオ
- Tomorrow is a good day（2022年4月3日 - 、FMからつ）
- NTTミュージック・サロン（2019年11月8日、FM福岡）
- Departure Lounge（2020年7月7日、ラブエフエム国際放送）
- LOVE CONNECTION（2020年8月18日、エフエム東京）
- music × serendipity（2021年1月14日、ラブエフエム国際放送）
- Departure Lounge（2022年1月24日、ラブエフエム国際放送）

## レコーディング・音楽プロデュース・編曲
安室奈美恵、HY、ORANGE RANGE、YUI、綾野ましろ、西野カナ、安田レイ、コレサワ、シェネル、Aimer、B1A4、BTS、HAKUEI、rei、Mrs. GREEN APPLE、GENERATIONS from EXILE TRIBE etc.